# Carl Egede
Carl Egede (født 5. oktober 1924 i Nanortalik, død 30. januar 1959) var en grønlandsk fisker og politiker. Han døde da M/S Hans Hedtoft sank i Labradorstrædet. 
Egede voksede op sammen med seks søskende, og faren var førstepræsten Gerhard Egede. Gerhardt var som medlem af Grønlandskommissionen og Grønlands Landsråd også politiker. 
Han voksede op i Frederikshåb, blev uddannet på en efterskole i Julianehåb og gik på Godthåb seminarium 1940-43. Han afbrød imidlertid studierne for at begynde at arbejde, først i kryolitgravene i Ivittuut og senere som fisker. 
På grund af sin stærke vilje og temperament fik han mange tillidshverv. Fra 1953 var han næstformand i den sammenslåede fangst- og fiskeforening på Grønland. I 1955 fik han tre hverv. Han blev medlem af Landsrådet, kommunestyret i Narsaq Kommune og styret i Den Kongelige Grønlandske Handel (KGH). 
Han talte flydende grønlandsk og dansk.